# Бафета I (Фрозиноне)
Бафета I је насеље у Италији у округу Фрозиноне, региону Лацио.
Према процени из 2011. у насељу је живело 71 становника. Насеље се налази на надморској висини од 336 м.